# Cerastium aleuticum
Cerastium aleuticum là loài thực vật có hoa thuộc họ Cẩm chướng. Loài này được Hultén mô tả khoa học đầu tiên năm 1936.